# Stade Julien-Denis
Le stade Julien-Denis est un stade situé au sud-est de la ville de Calais. Sa capacité est de 2 100 places, dont 742 assises. Il a accueilli jusqu'en 2008 les matchs du club de football local Calais Racing Union football club avant que ce dernier ne déménage au Stade de l'Épopée. Il porte ce nom en hommage à l'ancien joueur du RC Calais Julien Denis, mort pour la France en 1915.

## Histoire & Clubs Résidents
Depuis la dissolution du Calais Racing Union football club, le stade a été utilisé de 2018 à 2023 par les 2 principales nouvelles entités du football calaisien que sont le Calais FC Hauts-de-France (résident principal) et le Grand Pascal Calais FC (résident secondaire pour ses équipes réserve et féminine). Il est aujourd'hui le terrain de la réserve du Racing Club de Calais (club issu de la fusion entre les 2 clubs calaisiens cités ci-dessus).
L'équipe du Racing Club de Calais évolue actuellement en Régional 1 (6ème division française)